# Cọ lùn
Serenoa repens là loài thực vật có hoa thuộc họ Arecaceae. Loài này được (W.Bartram) Small miêu tả khoa học đầu tiên năm 1926.
Đây là một loài cây cọ nhỏ dạng cây bụi có nguồn gốc ở miền Nam Hoa Kỳ, hiện phổ biến ở Florida, Mississippi, Georgia, South Carolina và Louisiana; còn gặp ở một số nơi khác trên thế giới. Loài thực vật này được chú ý vì có hàm lượng axit myristôlêic đáng kể, có tác dụng dinh dưỡng nhất định, nhưng ở liều lượng cao lại có thể gây hiện tượng tế bào chết rụng (apoptosis).

## Hình ảnh

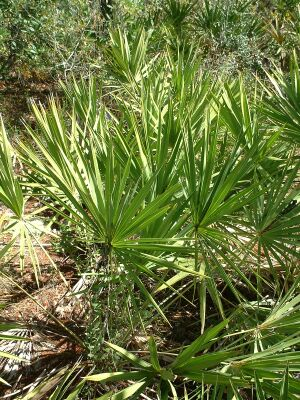
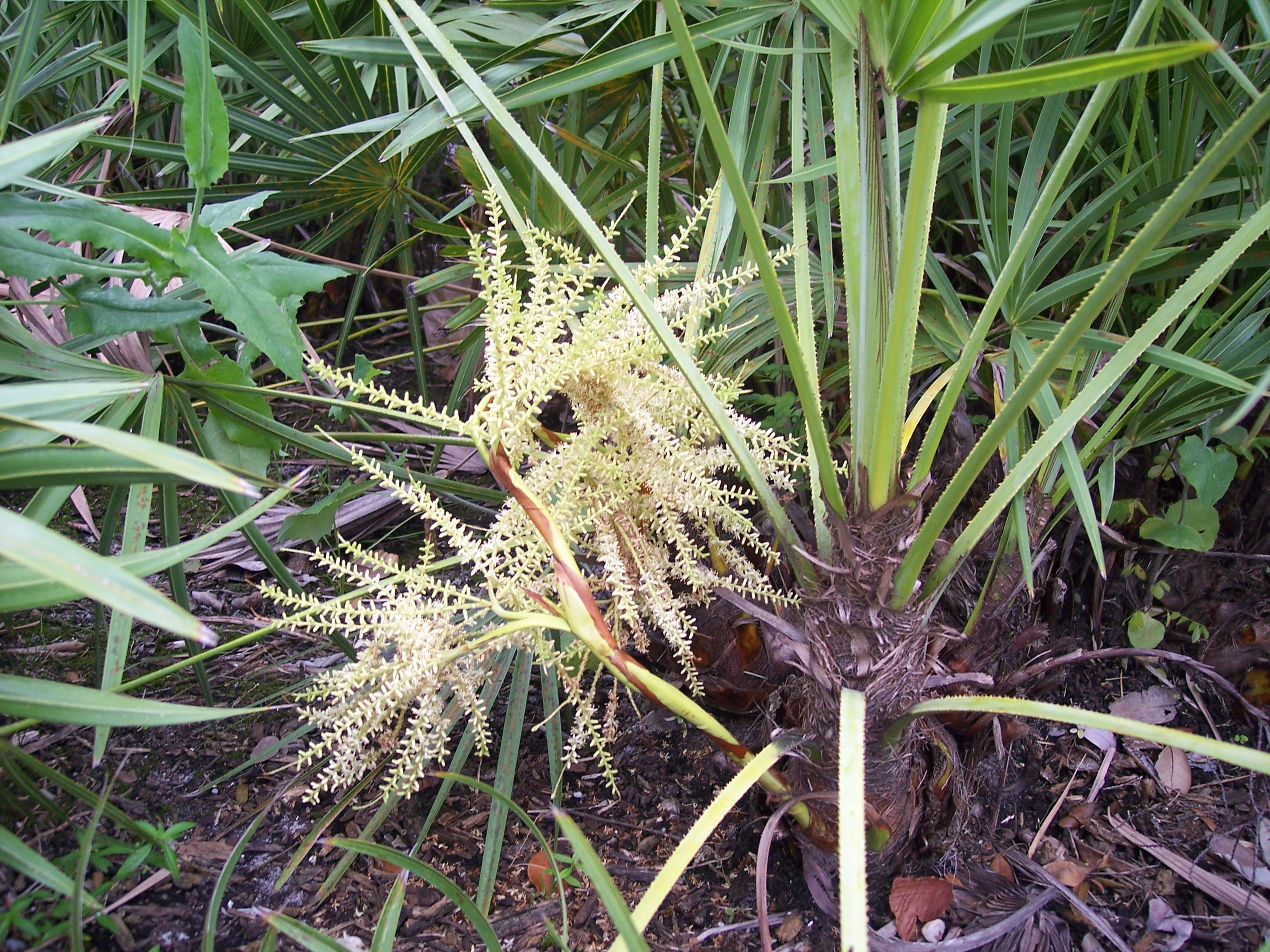
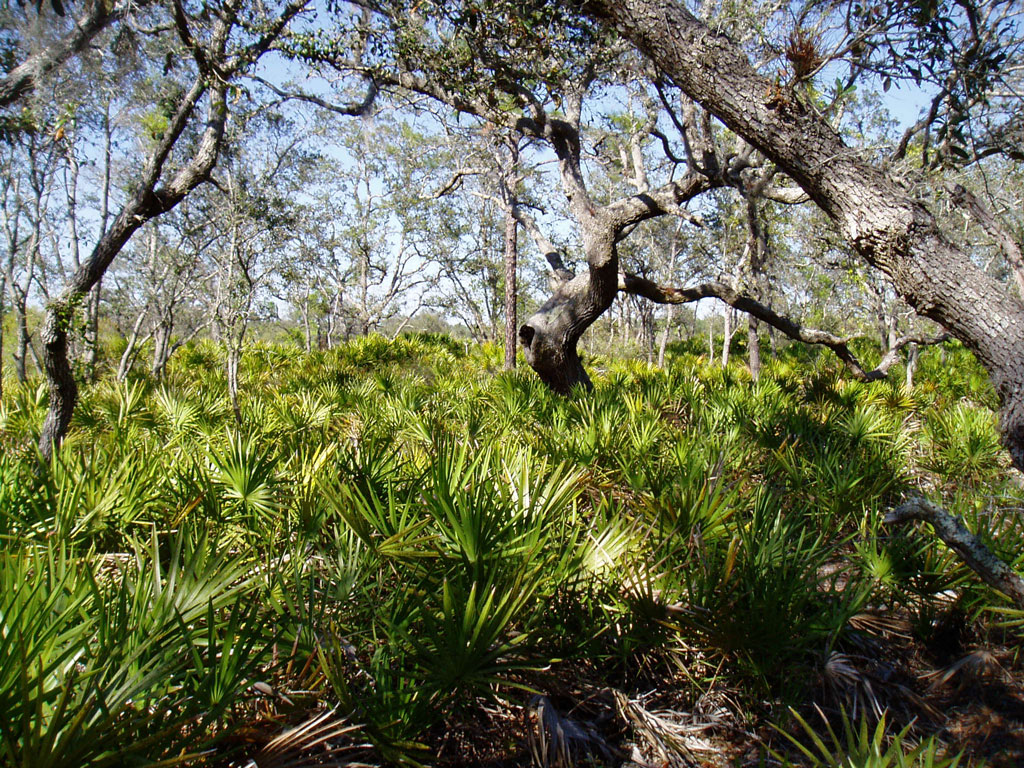
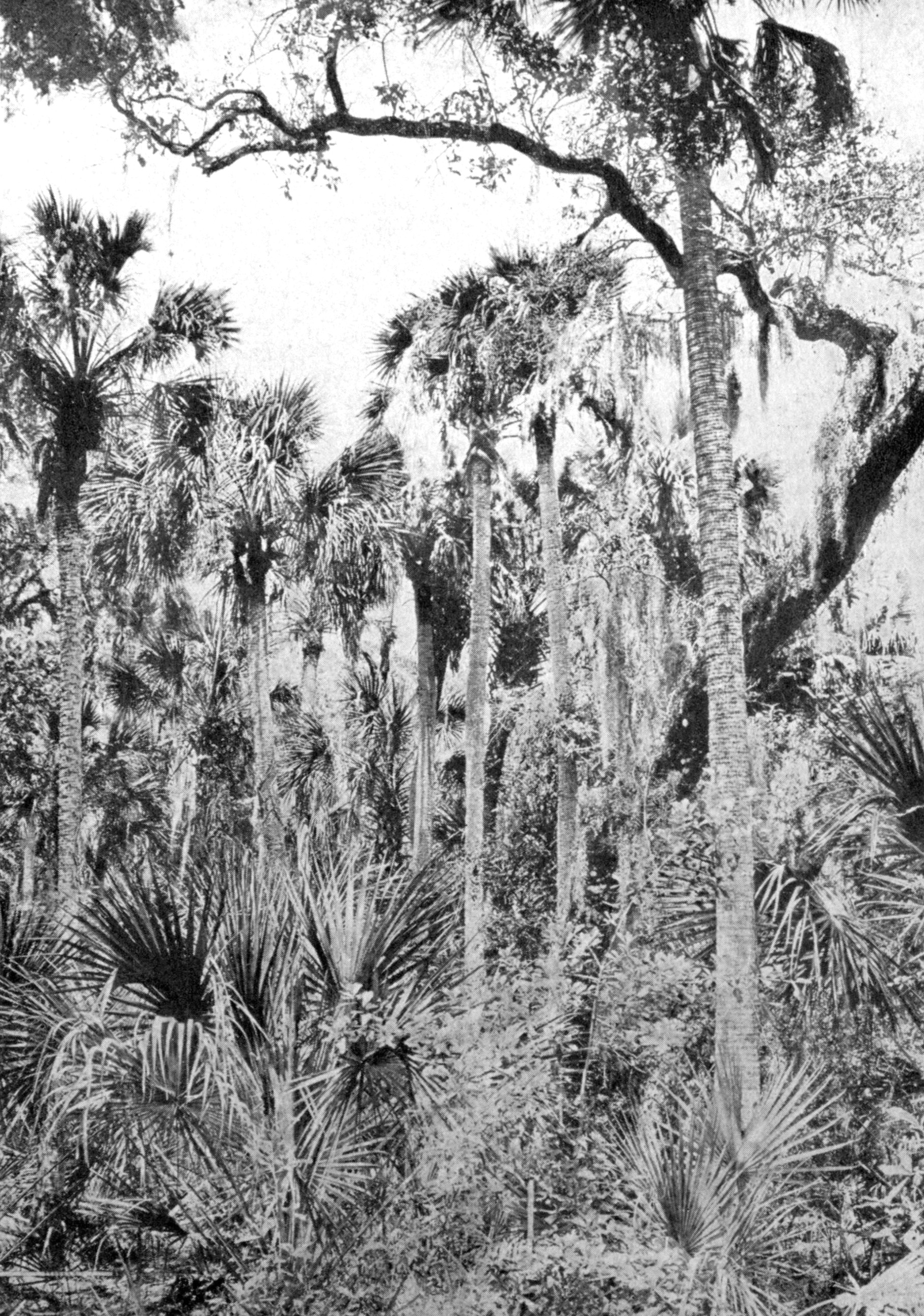